# Pintor de Berlín 1686
El Pintor de Berlín 1686 es un pintor griego de figuras negras de Atenas que estuvo activo desde el 550 al 530 a. C. Como muchos otros pintores griegos de vasos su verdadero nombre es desconocido, pero John Beazley le puso el nombre de su Ánfora F 1686 en el Antikensammlung Berlin.
Sin embargo, las características individuales consistentes del estilo sugieren la existencia de una personalidad artística única. Beazley lo llamó el Pintor de Berlín 1686 nombrándolo como una ánfora en Berlín. Su estilo de pintura era cercano al de los pintores del llamado "Grupo E". Se han atribuido varios vasos a su mano en base al estilo. Se especializó en la decoración de ánforas. Durante la mayor parte de su carrera, pintó escenas más bien serias de dioses, héroes y guerreros; hacia el final de su carrera, sin embargo, cambió a temas ligeros que se estaban poniendo de moda en la obra de artistas como el Pintor del columpio. Una característica inusual de la obra del Pintor de Berlín 1686 es su tendencia a repetir la misma escena con poca variación en ambos lados de un vaso.
Dos de sus vasos son de una originalidad un poco atípica: un sacrifico (en su vaso epónimo) y una danza ejecutado por mimos actuando como caballeros, cuyas monturas llevan el antiguo vestido de los comastas.